# 2013-as gyorsasági kajak-kenu Európa-bajnokság
A 2013-as gyorsasági kajak-kenu Európa-bajnokságot a portugáliai Montemor-o-Velhóban rendezték 2013. június 14. és június 16. között.

## Részt vevő nemzetek
- Azerbajdzsán
- Ausztria
- Belgium
- Bulgária
- Csehország
- Dánia
- Egyesült Királyság
- Észtország
- Fehéroroszország
- Franciaország
- Írország
- Lengyelország
- Lettország
- Litvánia
- Magyarország
- Moldova
- Németország
- Norvégia
- Olaszország
- Oroszország
- Portugália
- Románia
- Spanyolország
- Svédország
- Szerbia
- Szlovákia
- Szlovénia
- Ukrajna

## A magyar csapat
A 2013-as magyar Eb-keret tagjai:
| férfiak  | férfiak                                                | férfiak |
| -------- | ------------------------------------------------------ | ------- |
| K-1 200  | Tótka Sándor                                           | 8.      |
| K-2 200  | Horváth Bence Szomolányi Máté                          | 7.      |
| K-1 500  | Dudás Miklós                                           | ezüst   |
| K-2 500  | Hufnágel Tibor Szalai Tamás                            | 4.      |
| K-1 1000 | Dombvári Bence                                         | 5.      |
| K-2 1000 | Dombi Rudolf Kökény Roland                             | 5.      |
| K-4 1000 | Kammerer Zoltán Tóth Dávid Kulifai Tamás Pauman Dániel | bronz   |
| K-1 5000 | Noé Milán                                              | 9.      |
| C-1 200  | Lantos Ádám                                            |         |
| C-2 200  | Horváth Gábor Bozsik Attila                            | 4.      |
| C-1 500  | Nagy Péter                                             | 6.      |
| C-2 500  | Vasbányai Henrik Mike Róbert                           | 7.      |
| C-1 1000 | Vajda Attila                                           | 4.      |
| C-2 1000 | Vasbányai Henrik Mike Róbert                           | ezüst   |
| C-4 1000 | Varga Dávid Viola Viktor Kiss Tamás Sarudi Pál         | 7.      |
| C-1 5000 | Vajda Attila                                           | feladta |

| nők      | nők                                                         | nők                   |
| -------- | ----------------------------------------------------------- | --------------------- |
| K-1 200  | Dusev-Janics Natasa                                         | bronz                 |
| K-2 200  | Kovács Katalin Dusev-Janics Natasa                          | arany                 |
| K-1 500  | Kozák Danuta                                                | ezüst                 |
| K-2 500  | Kovács Katalin Dusev-Janics Natasa                          | bronz                 |
| K-4 500  | Kárász Anna Kozák Danuta Kovács Katalin Dusev-Janics Natasa | arany                 |
| K-1 1000 | Medveczky Erika                                             | bronz                 |
| K-2 1000 | Szilvásy Nóra Szabó Petra                                   | 4.                    |
| K-1 5000 | Csay Renáta                                                 | arany                 |
| C-1 200  | Takács Kincső                                               | bronz                 |
| C-2 500  | Lakatos Zsanett Takács Kincső                               | Nem hivatalos verseny |

## Eredmények

### Férfiak

#### Kajak
| Versenyszám | Arany                                                                | Arany     | Ezüst                                                                          | Ezüst     | Bronz                                                                       | Bronz     |
| ----------- | -------------------------------------------------------------------- | --------- | ------------------------------------------------------------------------------ | --------- | --------------------------------------------------------------------------- | --------- |
| K-1 200 m   | Petter Öström (Svédország)                                           | 35,217    | Marko Dragosavljevic (Szerbia)                                                 | 35,537    | Tom Liebscher (Németország)                                                 | 35,742    |
| K-1 500 m   | René Poulsen (Dánia)                                                 | 1:41,506  | Dudás Miklós (Magyarország)                                                    | 1:42,496  | Max Hoff (Németország)                                                      | 1:42,696  |
| K-1 1000 m  | René Poulsen (Dánia)                                                 | 3:27,225  | Max Hoff (Németország)                                                         | 3:28,435  | Josef Dostál (Csehország)                                                   | 3:28,910  |
| K-1 5000 m  | Max Hoff (Németország)                                               | 19:52,304 | Fernando Pimenta (Portugália)                                                  | 19:57,982 | René Poulsen (Dánia)                                                        | 20:05,102 |
| K-2 200 m   | Oroszország · Jurij Posztrigaj · Alekszander Gyjacsenko              | 31,994    | Németország · Ronald Rauhe · Jonas Ems                                         | 32,564    | Franciaország · Sébastien Jouve · Maxime Beaumont                           | 32,654    |
| K-2 500 m   | Németország · Max Rendschmidt · Marcus Gross                         | 1:32,389  | Szerbia · Simo Boltić · Marko Dragosavljevic                                   | 1:33,089  | Lengyelország · Pawel Szandrach · Mariusz Kuwalski                          | 1:33,144  |
| K-2 1000 m  | Németország · Max Rendschmidt · Marcus Gross                         | 3:10,337  | Oroszország · Ilja Medvegyev · Anton Rjahov                                    | 3:10,512  | Csehország · Daniel Havel · Jan Štěrba                                      | 3:11,687  |
| K-4 1000 m  | Csehország · Daniel Havel · Josef Dostál · Lukáš Trefil · Jan Štěrba | 2:55,806  | Portugália · Fernando Pimenta · Emanuel Silva · João Ribeiro · David Fernandes | 2:56,856  | Magyarország · Kammerer Zoltán · Kulifai Tamás · Tóth Dávid · Pauman Dániel | 2:57,711  |

#### Kenu
| Versenyszám | Arany                                                                                                   | Arany     | Ezüst                                                                         | Ezüst     | Bronz                                                                                | Bronz     |
| ----------- | --- | --------- | ----------------------------------------------------------------------------- | --------- | ------------------------------------------------------------------------------------ | --------- |
| C-1 200 m   | Jevgenij Shuklin (Litvánia)                                                                             | 41,676    | Valentin Demyanenko (Azerbajdzsán)                                            | 41,726    | Andrej Kraitor (Oroszország)                                                         | 42,136    |
| C-1 500 m   | Martin Fuksa (Csehország)                                                                               | 1:51,693  | Dzjanyisz Garazsa (Fehéroroszország)                                          | 1:51,763  | Marcin Grzybowski (Lengyelország)                                                    | 1:52,693  |
| C-1 1000 m  | Martin Fuksa (Csehország)                                                                               | 3:52,046  | Mathieu Goubel (Franciaország)                                                | 3:53,741  | Marcin Grzybowski (Lengyelország)                                                    | 3:54,421  |
| C-1 5000 m  | Sebastian Brendel (Németország)                                                                         | 22:57,583 | Marcin Grzybowski (Lengyelország)                                             | 23:07,102 | Florin Comănici (Románia)                                                            | 23:16,729 |
| C-2 200 m   | Oroszország · Alekszander Kovalenko · Nyikolaj Lipkin                                                   | 37,364    | Fehéroroszország · Dzmitrij Rabcsanka · Aljakszandr Vaucseckij                | 37,784    | Németország · Robert Nuck · Stefan Holtz                                             | 38,219    |
| C-2 500 m   | Oroszország · Alekszej Korovaskov · Ivan Stil                                                           | 1:42,206  | Románia · Liviu Dumitrescu-Lazar · Victor Mihalachi                           | 1:44,771  | Lengyelország · Tomasz Kaczor · Vincent Slominski                                    | 1:45,426  |
| C-2 1000 m  | Oroszország · Alekszej Korovaskov · Ilja Pervuhin                                                       | 3:33,548  | Magyarország · Vasbányai Henrik · Mike Róbert                                 | 3:33,898  | Románia · Liviu Dumitrescu-Lazar · Victor Mihalachi                                  | 3:36,453  |
| C-4 1000 m  | Fehéroroszország · Dzmitrij Rabcsanka · Dzjanyisz Garazsa · Dzmitrij Vajciskin · Aljakszandr Vaucseckij | 3:23,773  | Románia · Florin Comănici · Gabriel Gheoca · Cătălin Costache · Iosif Chirilă | 3:24,498  | Ukrajna · Vitalij Verhelesz · Denisz Kovalenko · Denisz Kamerilov · Eduard Semetyilo | 3:24,628  |

### Nők

#### Kajak
| Versenyszám | Arany                                                                            | Arany     | Ezüst                                                                        | Ezüst     | Bronz                                                                                          | Bronz     |
| ----------- | -------------------------------------------------------------------------------- | --------- | ---------------------------------------------------------------------------- | --------- | ---------------------------------------------------------------------------------------------- | --------- |
| K-1 200 m   | Marta Walczykiewicz (Lengyelország)                                              | 42,549    | Teresa Portela (Spanyolország)                                               | 42,594    | Dusev-Janics Natasa (Magyarország)                                                             | 42,809    |
| K-1 500 m   | Benedek Dalma (Szerbia)                                                          | 1:52,758  | Kozák Danuta (Magyarország)                                                  | 1:53,133  | Katrin Augustin (Németország)                                                                  | 1:53,698  |
| K-1 1000 m  | Benedek Dalma (Szerbia)                                                          | 3:54,225  | Henriette Engel Hansen (Dánia)                                               | 3:57,680  | Medveczky Erika (Magyarország)                                                                 | 3:58,305  |
| K-1 5000 m  | Csay Renáta (Magyarország)                                                       | 22:49,691 | Louisa Sawers (Egyesült Királyság)                                           | 22:53,630 | Eva Barrios (Spanyolország)                                                                    | 23:07,192 |
| K-2 200 m   | Magyarország · Kovács Katalin · Dusev-Janics Natasa                              | 39,363    | Lengyelország · Karolina Naja · Magdalena Krukowska                          | 39,418    | Románia · Roxana Borha · Iuliana Taran                                                         | 39,543    |
| K-2 500 m   | Lengyelország · Karolina Naja · Beata Mikołajczyk                                | 1:44,674  | Németország · Franziska Weber · Tina Dietze                                  | 1:45,484  | Magyarország · Kovács Katalin · Dusev-Janics Natasa                                            | 1:45,849  |
| K-2 1000 m  | Lengyelország · Karolina Naja · Beata Mikołajczyk                                | 3:36,410  | Németország · Carolin Leonhardt · Conny Wassmuth                             | 3:37,245  | Románia · Irina Lauric · Bianca Pleșca                                                         | 3:38,835  |
| K-4 500 m   | Magyarország · Kárász Anna · Kovács Katalin · Kozák Danuta · Dusev-Janics Natasa | 1:31,114  | Németország · Franziska Weber · Katrin Augustin · Verena Hantl · Tina Dietze | 1:32,509  | Fehéroroszország · Aljakszandra Hrisina · Volha Hudzenka · Nadzeja Papok · Marharita Ciskevics | 1:32,524  |

#### Kenu
| Versenyszám | Arany                                          | Arany    | Ezüst                                                    | Ezüst    | Bronz                                   | Bronz    |
| ----------- | ---------------------------------------------- | -------- | -------------------------------------------------------- | -------- | --------------------------------------- | -------- |
| C-1 200 m   | Marija Kazakova (Oroszország)                  | 51,709   | Sztanilija Sztamenova (Bulgária)                         | 51,814   | Takács Kincső (Magyarország)            | 52,469   |
| C-2 500 m   | Magyarország · Lakatos Zsanett · Takács Kincső | 2:09,316 | Oroszország · Natalja Maraszanova · Anasztaszija Ganyina | 2:10,581 | Ukrajna · Natalja Zsljuk · Darja Motova | 2:23,281 |

A női kenu kettes verseny a kevés nevező miatt nem számít hivatalos Európa-bajnoki versenynek.

## Összesített éremtáblázat
| #        | Nemzet             | Arany | Ezüst | Bronz | összesen |
| -------- | ------------------ | ----- | ----- | ----- | -------- |
| 1        | Oroszország        | 5     | 2     | 1     | 8        |
| 2        | Németország        | 4     | 5     | 4     | 13       |
| 3        | Magyarország       | 4     | 3     | 5     | 12       |
| 4        | Lengyelország      | 3     | 2     | 4     | 9        |
| 5        | Csehország         | 3     | 0     | 2     | 5        |
| 6        | Szerbia            | 2     | 2     | 0     | 4        |
| 7        | Dánia              | 2     | 1     | 1     | 4        |
| 8        | Fehéroroszország   | 1     | 2     | 1     | 4        |
| 9        | Litvánia           | 1     | 0     | 0     | 1        |
| 9        | Svédország         | 1     | 0     | 0     | 1        |
| 11       | Románia            | 0     | 2     | 4     | 6        |
| 12       | Portugália         | 0     | 2     | 0     | 2        |
| 13       | Franciaország      | 0     | 1     | 1     | 2        |
| 13       | Spanyolország      | 0     | 1     | 1     | 2        |
| 15       | Azerbajdzsán       | 0     | 1     | 0     | 1        |
| 15       | Bulgária           | 0     | 1     | 0     | 1        |
| 15       | Egyesült Királyság | 0     | 1     | 0     | 1        |
| 18       | Ukrajna            | 0     | 0     | 2     | 2        |
| Összesen | Összesen           | 26    | 26    | 26    | 78       |